# Arboga (comune)
Arboga è un comune svedese di 13 260 abitanti, situato nella contea di Västmanland. Il suo capoluogo è la cittadina omonima.

## Località
Nel territorio comunale sono comprese le seguenti aree urbane (tätort):
- Arboga
- Götlunda
- Medåker